# Cost per Order
Стоимость заказа (англ. CPO — cost per order), также называемая стоимостью покупки — показатель производительности рекламы. Представляет собой отношение бюджета рекламной кампании к количеству покупок или заказов рекламируемой услуги. По сути, это модель продажи, когда рекламодатель платит за факт покупки, которую совершил привлеченный пользователь.

## Область применения
Показатель CPO целесообразно применять для оценки стоимости рекламных кампаний, цель которых — прямое стимулирование продаж.
СРО часто путают с СРА (cost per action — оплата за действия). Разница в том, что СРА наряду с CPM (cost per mille — оплатой за показы) и CPC (cost per click — оплатой за клики) — модели работы в системах управления рекламой, тогда как CPO — показатель расчета эффективности различных рекламных каналов. СРО используется в качестве метрики производительности рекламы на разных носителях и в качестве индикатора эффективности интернет-маркетинга компании. Например, при одновременном запуске SEO (search engine optimization — поискового продвижения), контекстной и баннерной рекламы чтобы узнать, из какого канала заказы обходятся дешевле, нужно сравнить затраты на каждый канал, и разделить их на количество приведенных этим каналом заказов.

## Пример расчета
Допустим, рекламодатель потратил $24 000 на интернет-рекламу, произведя 1,2 млн показов рекламных материалов в сети и получив 20 тыс. кликов по рекламным объявлениям. Если каждый 10-й клик приводит к продаже товара, то рекламная кампания будет иметь следующие показатели:
цена показа = $24 000 ÷ 1 200 000 показов = $0,02
цена клика = $24 000 ÷ 20 000 кликов = $1,20
цена продажи = $24 000 ÷ 2 000 продаж = $12,00

## Формирование цены
СРО также можно назвать метрикой генерации заказа пользователем. Точная формула получения этой стоимости зависит от специфики продукта / услуги, осложняется возможностью возврата продукции и ведения нескольких каналов продаж.
Основная формула вычисления СРО выглядит следующим образом:
Стоимость заказа ($) = Стоимость рекламного объявления ($) / Количество заказов (#)
Определяя рентабельность рекламной кампании, нужно понимать, что для её оценки следует исключить из рассмотрения все остальные затраты. Грубо говоря, если затраты на заказ рекламы превосходят средний чек по каждому заказу, такая реклама нерентабельна.